# Nikolaj Vasiljevič Basargin
Nikolaj Vasiljevič Basargin (rusky Николай Васильевич Басаргин) byl děkabrista, odsouzený v roce 1826 jako umírněný člen Jižní sekce děkabristů ke ztrátě majetku, šlechtického titulu a ke dvaceti letům nucených prací na Sibiři. Závěrečná část jeho života je spjata s rodinou vědce Dmitrije Ivanoviče Mendělejeva.

## Životopis

### Do povstání Děkabristů (1799–1824)
Narodil se 9. května 1799 v osadě Lipna v Pokrovském újezdu Vladimirské gubernie. Pocházel ze šlechtického rodu, ve vlastnictví jeho otce se nacházelo 57 nevolníků. Dědeček Ivan Kondraťjevič Basargin byl přítelem generála Alexandra Vasiljeviče Suvorova. Otec Vasilij Ivanovič pracoval v Suvorovově štábu v hodnosti majora, vzdělání považoval za rozmar a o vzdělání dětí nijak výrazně nepečoval. Ve svých vzpomínkách Nikolaj Vasiljevič hodnotí první období svého života slovy: „Do sedmnácti let jsem chytal lelky ve vesnici svého otce.“ Pod vedením matky se mu dostalo základního domácího vzdělání a byl poslán do moskevského vojenského učiliště „колонновожатых“, čili vůdců vojenských kolon. Zde byli vychováváni mnohdy velmi mladí poddůstojníci k přípravě na důstojnické funkce. Jednalo se o moderní vojenský vzdělávací útvar a od počátku byl naplněn mladými lidmi s pokrokovými názory. Po neúspěšném povstání děkabristů bylo toto učiliště okamžitě zrušeno a již studium v tomto ústavu samo o sobě bylo vstupenkou do vyšetřovací vazby. Brány učiliště opustilo celkem 23 pozdějších děkabristů. Stejná situace byla i na Basarginově pozdějším působišti, štábu 2. armády v Tulčynu.
Zde vznikla jedna z největších děkabristických organizací – Jižní společnost. Basargin se stal aktivním účastníkem Tulčinské rady této společnosti. Seznámil a sblížil se zde s Pavlem Ivanovičem Pjestělem a na služebních cestách do Petrohradu se seznámil s Kondratijem Fjodorovičem Rylejevem. Oba později patřili mezi pět popravených. V Oděse se seznámil s Alexandrem Sergejevičm Puškinem. V roce 1824 se Basargin oženil s mladou a vzdělanou kněžnou Marií Michajlovnou Meščerskou, která sdílela jeho názory.

### Povstání a výkon trestu nucených prací na Sibiři (1825–1835)
Štěstí však trvalo krátce, Marie zemřela při porodu v srpnu 1825 a jeho dcera později zemřela, když už byl Basargin na Sibiři. Zdrcený Nikolaj Vasiljevič si vzal v říjnu dovolenou a odešel do Vladimiru ke svému bratrovi. Nezúčastnil se tedy prosincového povstání a po návratu do Tulčinu se dozvěděl o jeho neúspěchu. Nevyužil možnosti emigrace na nabízený falešný francouzský pas. Byl zatčen 8. ledna 1826 a 14. ledna 1826 uvězněn v Petropavlovské pevnosti.
V červnu 1826 Nikolaj Vasiljevič zaslal dopis Mikuláši I., v němž vyjádřil lítost, ale bylo mu oznámeno, že jeho osud závisí na výroku soudu. Na základě zprávy vyšetřovací komise, která uvedla, že „poručík Basargin se podílel na úmyslu vyvraždit carskou rodinu a podílel se na šíření tajné společnosti přijetím jednoho člena.“ I když Basargin všechna obvinění popřel, byl na základě rozsudku Nejvyššího trestního soudu potvrzeného carem Mikulášem I. odsouzen do 2. trestní skupiny ke 20 letům nucených prací na Sibiři. Do zabajkalské Čity byl deportován dne 7. března 1827 s těmito doprovodnými údaji: výška 2 aršiny 8 věršoků, tvář bílá, kulatá, malý nos, vlasy a obočí temně rusé. V září 1830 nastoupil v hutích v Petrovsku. 8. listopadu 1832 mu byl trest zkrácen na 10 let. Od těžkých prací byl osvobozen dekretem ze dne 14. prosince 1835.

### Po ukončení trestu nucených prací (1835–1861)
17. září 1836 přibyl v sídle Turinsk v Tobolské gubernii. Začalo období „svobodného života ve vyhnanství“, s podlomeným zdravím, s naprostou neznalostí nových podmínek, s vidinou časově neodhadnutelné milosti v podobě možnosti návratu. Přežil pouze s pomocí jiných děkabristů a příbuzných. Dne 27. srpna 1839 se podruhé oženil s dcerou poručíka Turínského invalidního sboru, Marií Jelisejevnou Mavrinovou (1821–1846). V roce 1841 získal v dědictví 30 akrů půdy, která byla administrativně převedena okresu Kurgan. Tam se Basargin přestěhoval 15. března 1842 a získal ubytovaní v domě děkabristy Ivana Semjonoviče Povalo-Švejkovského (1787–1845), který se sám odstěhoval do podkrovního příbytku.
V Kurganu se Nikolaj Vasiljevič účastnil vzdělávacích aktivit a spravoval záležitosti Kurganského újezdního učiliště. Navázal přátelské vztahy s místními obyvateli. Finanční situace Basarginových však byla katastrofální. Z manželství se narodili synové Alexandr a Vasilij, kteří do roka zemřeli. V důsledku rodinných dramat Marie Jelisejevna v roce 1844 odešla do ženského kláštera v Jekatěrinburgu, ale po půl roce se opět vrátila ke svému muži a dva roky na to zemřela. Dne 7. ledna 1846 Nikolaj Vasiljevič obdržel na žádost svého bratra Alexandra povolení ke vstupu do státní služby na Sibiři jako úředník 4. kategorie. 21. března 1846, byl přidělen k pohraničnímu úřadu v Omsku, kde byl zařazen jako písař 3. kategorie.
V Omsku se seznámil s Olgou Ivanovnou Medvěděvovou roz. Mendělejevovou, sestrou Dmitrije Ivanoviče Mendělejeva. Olga byla vdovou po Ivanu Petroviči Medvěděvovi, strýci básníka Petra Pavloviče Jeršova. Vztah brzy přerostl v životní lásku. Manželé vlastnili sklárnu a často navštěvovali Tobolsk, kde matka Olgy, Marie Dmitrijevna roz. Kornilejevová, vlastnila největší knihovnu na Sibiři a ředitelem gymnázia byl slavný básník Petr Pavlovič Jeršov. Basargin se dostal do kontaktu s nejmladším švagrem, Dmitrijem Ivanovičem Mendělejevem a měl velký vliv na světonázor pozdější významného vědce. Basarginovi vychovávali osiřelé dítě děkabristy Nikolaje Osipoviče Možajského, dceru Poleňku, která se později provdala za Pavla Ivanoviče Mendělejeva, nejmladšího a nejbližšího bratra Dmitrije Ivanoviče.
V roce 1848 byl přidělen k zemskému soudu v Jalutorovsku. V roce 1856 byl omilostněn novým carem Alexandrem II. a v témže roce mu byla přidělena hodnost kolegiálního zapisovatele. Tato funkce byla 14., nejnižší kategorie v žebříčku státní správy. Alexandr Puškin popsal zoufalost a malost tohoto titulu v povídce Staniční dozorce, přesto Basargina na konci života alespoň symbolicky vyřadila z kategorie psanců.
25. března 1857 přijel do Moskvy, 4. dubna odejel do Kyjeva a Tulčinu a následně pobýval u svého příbuzného Andreje Ivanoviče Baryšnikova ve Smolenské gubernii. Zdědil statek Varejevo v rodném Pokrovském újezdu, poslední rok života strávil na Bogorodském panství nedaleko Moskvy. Zemřel v Moskvě 15. února 1861, několik dní před zrušením nevolnictví v Rusku.

## Dílo
Nikolaj Vasiljevič Basargin přenechal budoucím generacím cenný materiál o životě děkabristů v podobě zápisků, vzpomínek a korespondence. Jeho literární tvorba je stručná a jasná, spíše encyklopedická než vyprávěcí s literárními ambicemi. Součástí jeho díla jsou krátké povídky stejně jako ekonomické rozbory. Jeho dílo je hlavním literárním odkazem děkabristů. Nejcennější je popis života v krutých podmínkách v táborech nucených prací i pozdější přežívání v komunitách vyhnanců, rozptýlených v západní Sibiři. Mimořádně cenný je popis specifického prolínání obecné a politické kriminality, charakteristického pro sibiřské prostředí ještě v sovětské éře. Základní myšlenkou je nutnost vybudování trestního systému umožňujícího nápravu a zrušení nevolnictví jako nelidského systému.